# 高槻ジャンクション・インターチェンジ

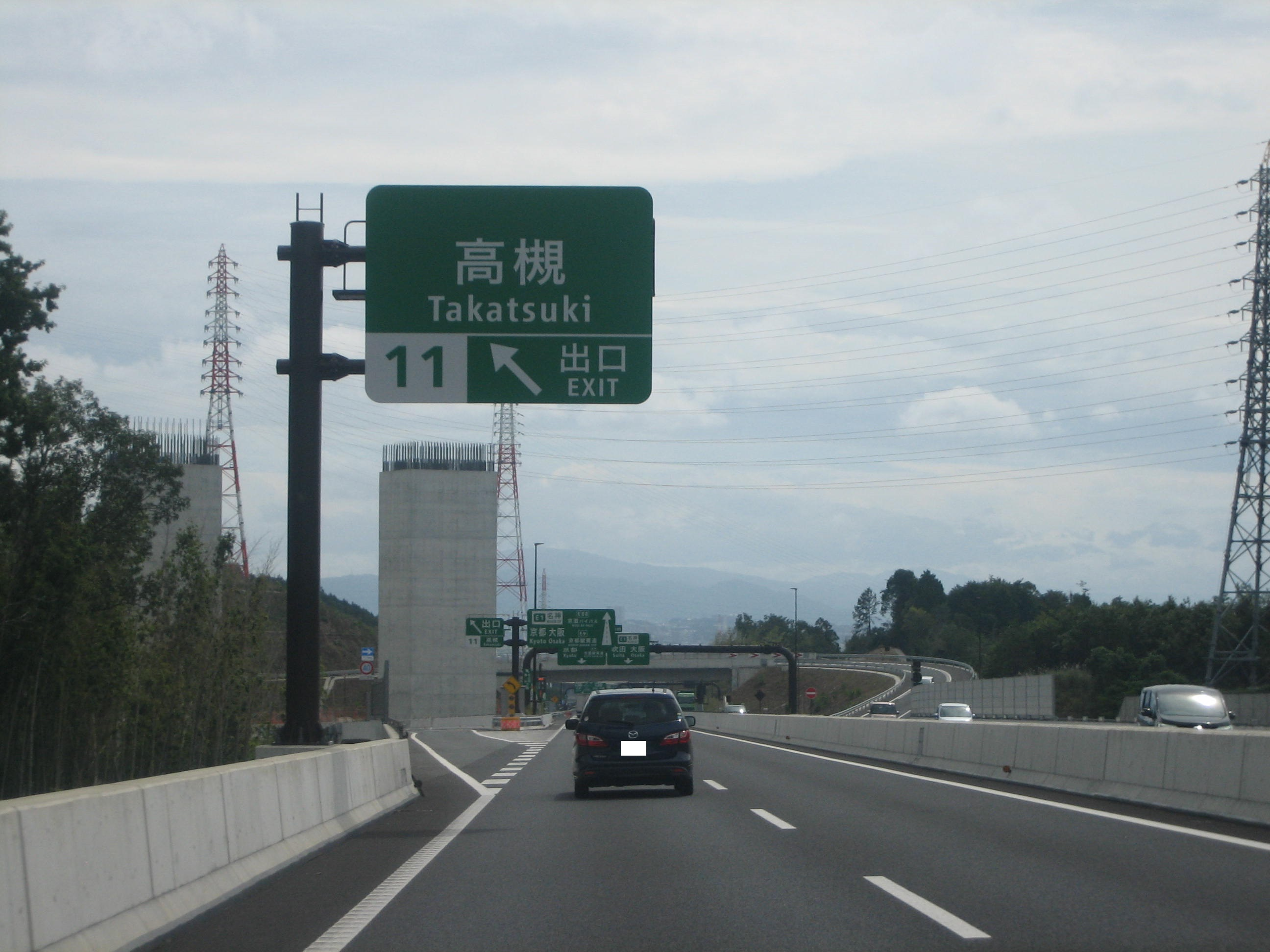
高槻ICの分岐

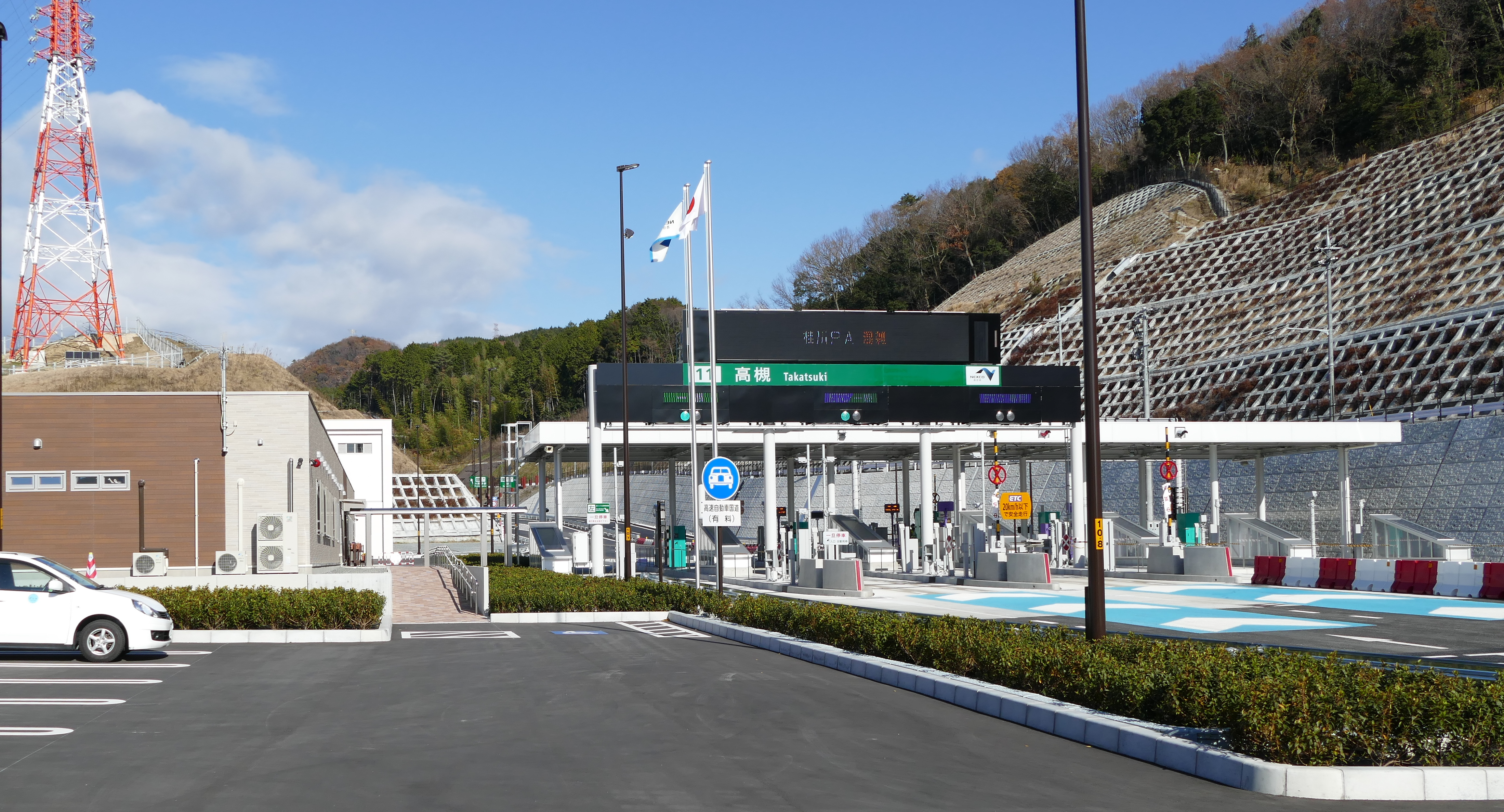
高槻IC料金所

高槻ジャンクション・インターチェンジ（たかつきジャンクション・インターチェンジ）は、大阪府高槻市大字成合にある新名神高速道路と名神高速道路のジャンクションおよびインターチェンジ併設施設である。2017年（平成29年）12月10日供用開始。

## 概要

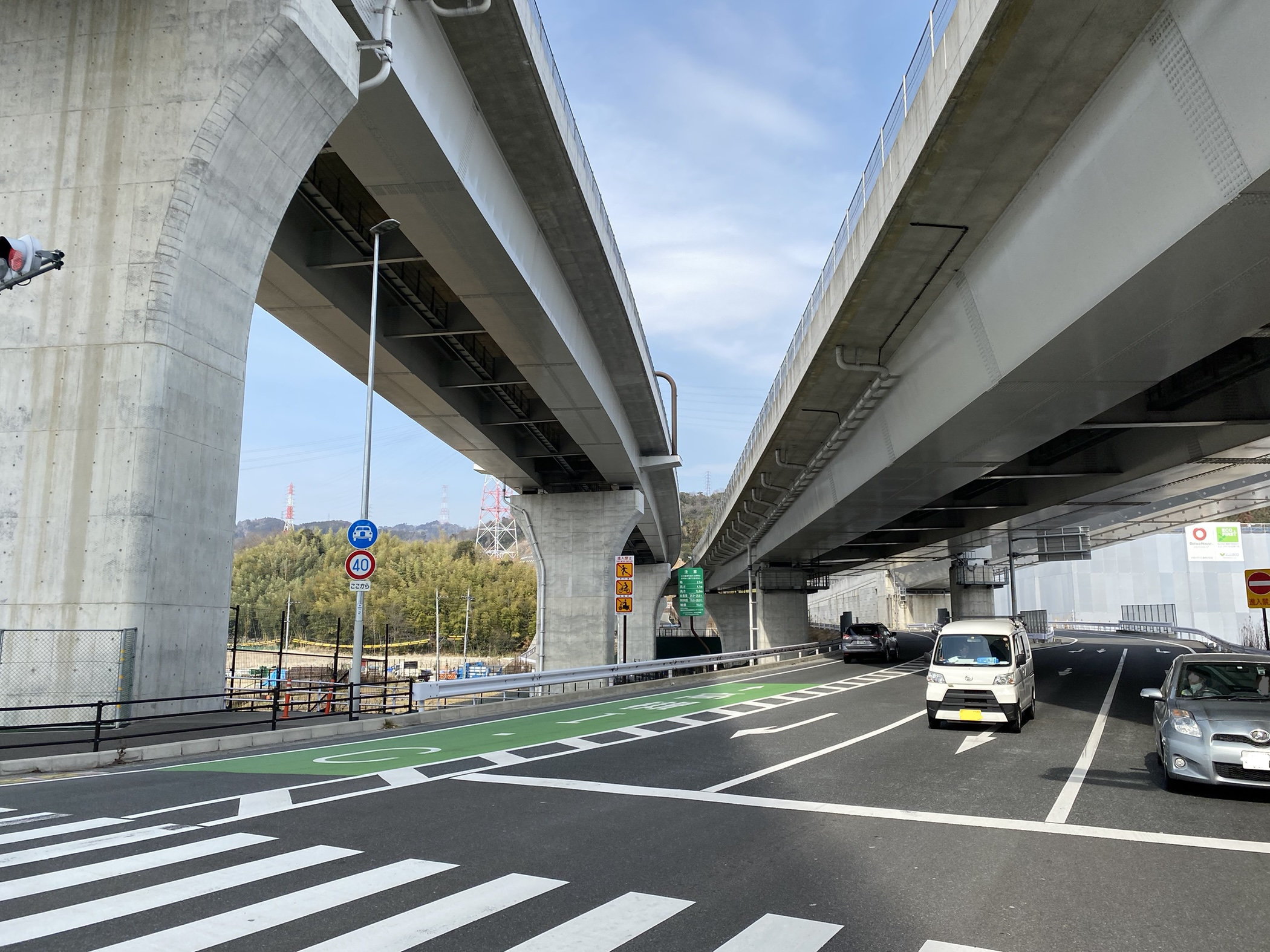
高槻IC入口

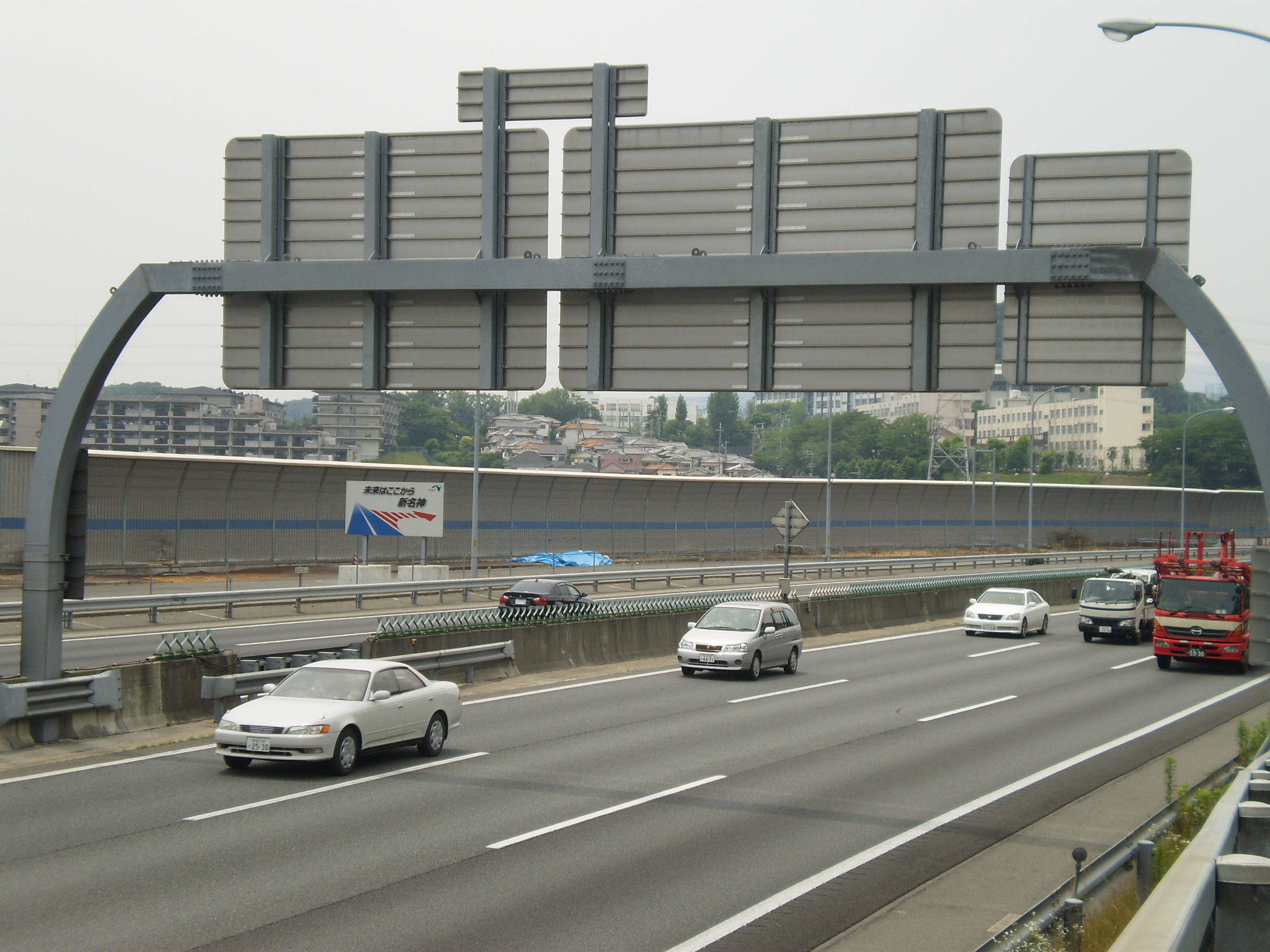
名神高速道路の高槻JCT/IC建設前に設置されていた「未来はここから新名神」の看板

新名神高速道路と名神高速道路の結節点となる施設の一つで、新名神分岐から名神分岐までの間を全長2.5 km（片側2車線・最高速度60km/h）のランプで結んでいる。ランプのほぼ中間（新名神分岐から1.1kmの位置）に一般道との接続部が設けられている。計画当初は新名神高速道路との接続部（高槻市成合北の町）が「高槻第一ジャンクション」、名神高速道路との接続部（高槻市宮が谷町）が「高槻第二ジャンクション」、一般道との接続部（高槻市大字成合）が「高槻インターチェンジ」と別の施設と見なされており、ランプ部は「高槻連絡路」という本線に準ずる仮称が与えられていたが、開通に当たってこれらがすべて一連の施設と見なされた。IC番号は新名神高速道路の連番で付与されている。
新名神分岐から名神分岐までのキロポストは数字の左側に「W」のアルファベットが表記されており、名神分岐を起点に0.0KPから新名神分岐の1.4KPまで設置されている。
開通時点では名神と新名神神戸JCT方面への接続のみで、新名神分岐部から名古屋方面は事業中となっている。名古屋方面への延伸は2027年度を予定している が、八幡京田辺JCTから本施設に至る区間は着工が2010年代に入ってからで、区間内に鵜殿ヨシ原があり環境保全に配慮する必要があるほか、難工事が予想される枚方市内を地下で貫通するトンネルがある。
名神高速道路との接続部は桜井PA跡地付近にあり、新名神が当位置に接続することをドライバーに周知させるための「未来はここから新名神」と書かれた看板が設置されていた。

### 名神・新名神連絡路
前述のとおり、新名神接続部－名神接続部は、全長2.5 km（片側2車線・最高速度60km/h）のランプで結んでいる。開通時点では名神分岐部で両方向に接続しているが、京都方向との接続を主交通として設計されており、吹田方向からのランプが合流する形状となっている。
なお、新名神接続部（旧名：高槻第一ジャンクション）、名神接続部（旧名：高槻第二ジャンクション）、一般道接続部（高槻インターチェンジ）、新名神接続部－一般道接続部－名神接続部のランプ（旧名：高槻連絡路）は案内上は一連の施設となっているが、計画の経緯もあり、これらは協定上では別の施設として扱われる。
従って、高槻JCTを利用する場合は、以下方法で走行kmを算出し通行料金を求める（逆方向の場合も同様）。
- 名神から新名神を利用する場合は、入口IC－名神接続部のkm数と新名神接続部－出口ICのkm数の合計に、名神接続部－新名神接続部のkm数（2.5km）を加算する。
- 名神から高槻ICを利用する場合は、入口IC－名神接続部のkm数に、名神接続部－一般道接続部のkm数（1.1km）を加算する。
- 高槻ICから新名神を利用する場合は、新名神接続部－出口ICのkm数に、一般道接続部－新名神接続部のkm数（1.4km）を加算する。

### 桁架設工事のトラブル
2015年（平成27年）6月16日から翌17日にかけて行われた桁架設工事で、既設桁と架設桁のボルト孔のずれにより作業が大幅に遅延するトラブルが発生した。名神集中工事の一部として名神高速道路本線を夜間通行止めにして施工していたが、この影響で17日は通行止め解除が3時間45分遅れた。

## 歴史
- 2003年（平成15年）12月22日：政府・与党申し合わせにより、大津JCT - 城陽JCT/IC間および八幡京田辺JCT/IC - 高槻第一JCT間が抜本的見直し区間に設定、当区間が建設凍結となる。
- 2012年（平成24年）
  - 4月6日：大津JCT - 城陽IC/JCT間および八幡京田辺IC/JCT - 高槻第一JCT間の建設凍結が解除される[8]。
  - 4月20日：大津JCT - 城陽IC/JCT間および八幡京田辺IC/JCT - 高槻第一JCT間の事業許可が下りる[9]。
- 2017年（平成29年）
  - 9月1日：当JCT/ICの名称が「高槻JCT/IC」に正式決定[10]。
  - 12月10日：高槻JCT/IC - 川西IC間開通に伴い、供用開始[1]。
- 2027年（令和9年）度：八幡京田辺JCT/IC - 高槻JCT/IC間開通予定[11][注釈 1]。

## 料金所
- ブース数：6

### 入口
- ブース数：3
  - ETC専用：1
  - ETC/一般：1
  - 一般：1

### 出口
- ブース数：3
  - ETC専用：2
  - 一般：1

## 隣
E1A 新名神高速道路
(10)八幡京田辺JCT/IC - （未開通） - (11)高槻JCT/IC - (12)茨木千提寺IC/PA
E1 名神高速道路
右ルート
(33, 33-2, 33-1)京都南IC - 桂川PA - （左右ルート分岐点） -  (11)高槻JCT/IC - (34)茨木IC
左ルート
(33-3)大山崎JCT/IC - （左右ルート分岐点） -  (11)高槻JCT/IC - (34)茨木IC